# Kamp De Bruine Enk
Kamp De Bruine Enk (soms ook genoemd: De Bruine Eng) was een werkkamp aan de Hullerweg te Nunspeet, gebouwd in het kader van de werkverschaffing door de Rijksdienst voor de Werkverruiming (1939-1945).

## Opbouw
Eind september 1940 naderde de bouw van de barakken van het kamp zijn voltooiing. In ieder geval werd het kamp vanaf november 1940 bewoond. Er was in 1941 woonruimte voor 120 bewoners. Deze kampbewoners werden bij projecten van de Heidemij tewerkgesteld, onder andere bij Vierhouten. Naast de woonverblijven en de beheerderwoning was er een kantinegebouw.

## Joodse periode
De eerste schriftelijke bewijzen van het gebruik van het kamp voor het interneren van Joden dateren uit september 1942. Het kamp is in die periode feitelijk in gebruik geweest als buffer voor kamp Westerbork. Joodse mannen werden in die periode als dwangarbeiders ingezet bij de Heidemij. Volgens het dagboek van een inwoner van Nunspeet, een zekere Van Heerde, hebben zo'n zestig Joden als dwangarbeiders in het kamp gezeten.
In de nacht van 2 op 3 oktober 1942 (Jom Kipoer) werden alle Joodse mannen uit de werkkampen, zo ook die uit kamp De Bruine Enk, naar kamp Westerbork afgevoerd. Op 3 oktober schreef Van Heerde in zijn dagboek: Het gemeenteblaadje waarschuwt dringend tegen het geven van voedsel en dergelijke aan joden in het kamp. Deze zijn overigens juist vandaag op transport gesteld. Men vermoed  [sic] naar Polen. De Jood Herman van Campen had op 2 oktober in een briefkaart geschreven dat hij de volgende dag naar "een ander kamp in Holland" zou vertrekken.
De kampbewoners kwamen en vertrokken via Station Nunspeet. Over het gebruik van het kamp na het vertrek van de Joden is weinig bekend.

## Na de oorlog
Over de naoorlogse bestemming van het kamp De Bruine Enk is weinig bekend. In de jaren na de oorlog werd dit terrein korte tijd in gebruik genomen als sportveld. Nadien  is er op het vroegere kampterrein een handelsonderneming (autosloperij) gevestigd. De boerderij De Bruine Enk staat er nog, maar de naam is van de gevel verdwenen.